# Australia ai XXII Giochi olimpici invernali
L''Australia ha partecipato ai XXII Giochi olimpici invernali' svoltisi dal 7 al 23 febbraio 2014 a Soči in Russia, con una delegazione composta da 60 atleti, di cui 29 uomini e 31 donne, impegnati in 11 discipline. Portabandiera alla cerimonia d'apertura è stato lo snowboarder Alex Pullin, alla sua seconda Olimpiade. Sono state conquistate due medaglie d'argento e una di bronzo.

## Medaglie

### Medagliere per discipline
| Sport     | Oro | Argento | Bronzo | Totale |
| --------- | --- | ------- | ------ | ------ |
| Freestyle | 0   | 1       | 1      | 2      |
| Snowboard | 0   | 1       | 0      | 1      |
| Totale    | 0   | 2       | 1      | 3      |

### Medaglie d'argento
| Medaglia | Nome         | Sport     | Evento             |
| -------- | ------------ | --------- | ------------------ |
| Argento  | David Morris | Freestyle | Salti maschile     |
| Argento  | Torah Bright | Snowboard | Halfpipe femminile |

### Medaglie di bronzo
| Medaglia | Nome          | Sport     | Evento          |
| -------- | ------------- | --------- | --------------- |
| Bronzo   | Lydia Lassila | Freestyle | Salti femminile |

## Bob
| Gara                   | Equipaggio                                           | Manche 1 | Manche 2 | Manche 3 | Manche 4    | Totale  | Posizione |
| ---------------------- | ---------------------------------------------------- | -------- | -------- | -------- | ----------- | ------- | --------- |
| Bob a due maschile     | Heath Spence Duncan Harvey                           | 57"96    | 57"99    | 57"78    | non partiti | 2'53"73 | 26º       |
| Bob a quattro maschile | Heath Spence Duncan Harvey Gareth Nichols Lucas Mata | 56"20    | 56"21    | 56"23    | non partiti | 2'48"64 | 22º       |
| Bob a due femminile    | Astrid Radjenovic Jana Pittman                       | 58"62    | 58"50    | 59"06    | 58"37       | 3'54"55 | 14º       |

## Skeleton
| Gara              | Atleta          | Manche 1 | Manche 2 | Manche 3 | Manche 4 | Totale  | Posizione |
| ----------------- | --------------- | -------- | -------- | -------- | -------- | ------- | --------- |
| Singolo femminile | Michelle Steele | 59"42    | 59"41    | 58"76    | 58"69    | 3'56"28 | 14ª       |
| Singolo femminile | Lucy Chaffer    | 1'00"16  | 59"25    | 58"74    | 58"49    | 3'56"64 | 17ª       |
| Singolo maschile  | John Farrow     | 57"84    | 57"73    | 57"75    | 57"35    | 3'50"67 | 17º       |

## Slittino
| Gara             | Atleta             | 1ª manche | 2ª manche | 3ª manche | 4ª manche | Totale   | Posizione |
| ---------------- | ------------------ | --------- | --------- | --------- | --------- | -------- | --------- |
| Singolo maschile | Alexander Ferlazzo | 53"528    | 53"686    | 53"323    | 53"507    | 3'34"044 | 33º       |